# Distretto di Antanifotsy
Il distretto di Antanifotsy è un distretto del Madagascar situato nella regione di Vakinankaratra. Ha per capoluogo la città di Antanifotsy.
La popolazione è pari a 291 785 abitanti (censimento 2011)